# Lý Thái Tổ
Lý Thái Tổ (nombre de nacimiento Lý Công Uẩn, hán tự: 李太祖, 8 de marzo de 974-31 de marzo de 1028) fue el fundador de la dinastía Lý de Vietnam y reinó entre 1009-1028. 
Nació en el pueblo de Co Phap, Đình Bang, Tu Son, Bắc Ninh en el año 974.
En el año 1010, Lý Thái Tổ, como primer gobernante de la dinastía Lý, estableció la capital de su imperio de Hoa Lư a Đại La (antiguo nombre de la actual Hanói), pues afirmaba haber visto a un dragón ascender desde el río rojo, y cambió el nombre del sitio a Thang Long (升龙, "Dragón naciente"), dicho nombre todavía se utiliza poéticamente en nuestros días.